# (10504) Doga
(10504) Doga (1987 UF5) – planetoida z grupy pasa głównego asteroid okrążająca Słońce w ciągu 4,59 lat w średniej odległości 2,76 j.a. Odkryta 22 października 1987 roku.